# Resolució 431 del Consell de Seguretat de les Nacions Unides
La Resolució 431 del Consell de Seguretat de les Nacions Unides, fou aprovada el 27 de juliol de 1978, després de recordar la resolució 385 (1976), el Consell va prendre nota d'una proposta de solució a la situació a Namíbia i va demanar al Secretari general per nomenar un representant especial per Namíbia per garantir la independència de Namíbia de Sud-àfrica el més aviat possible. També va instar a tots els interessats a que s'esforcessin per solucionar el problema, de manera que es podien celebrar eleccions lliures i justes.
La resolució 431 va ser aprovada per 13 vots a cap; Txecoslovàquia i la Unió Soviètica es van abstenir de votar.